# X-25 јавља
X 25 јавља је југословенски филм први пут приказан 25. јула 1960 године. Режирао га је Франтишек Чап који је заједно са Миланом Николићем написао и сценарио.

## Улоге
| Глумац            | Улога                              |
| ----------------- | ---------------------------------- |
| Душан Јанићијевић | Мирко (као Душко Јанићијевић)      |
| Тамара Милетић    | Хилде Крамер                       |
| Ангелца Хлебце    | Мати                               |
| Мата Милошевић    | Зоран (као Мате Милошевић)         |
| Стево Жигон       | Ханс Биндер                        |
| Никола Симић      | Грегорић                           |
| Ива Зупанчич      | Труде (као Ива Зупанчићева)        |
| Мила Качић        | Чистачица                          |
| Вера Мурко        | Администраторка (као Вера Муркова) |
| Александар Гаврић | Веља                               |
| Данило Безлај     |                                    |
| Лаци Цигој        |                                    |

Остале улоге  ▼
| Глумац           | Улога             |
| ---------------- | ----------------- |
| Алберт Хехн      |                   |
| Јанез Јерман     |                   |
| Милан Камара     |                   |
| Фрањо Кумер      | (као Фрањо Кумар) |
| Curt Linda       | (као Курт Линда)  |
| Драго Макуц      |                   |
| Јоже Пенгов      |                   |
| Јован Ранчић     |                   |
| Стане Старешинич |                   |
|                  |                   |

Комплетна филмска екипа  ▼
| Редитељ              | Франтишек Чап  |                   |
| Сценариста           | Франтишек Чап  |                   |
| Сценариста           | Милан Николић  |                   |
| Композитор           | Бојан Адамич   |                   |
| Директор фотографије | Јанез Калишник |                   |
| Монтажер             | Душан Повх     |                   |
| Сценограф            | Мирко Липужић  |                   |
| Костимограф          | Нада Шоуван    |                   |
| Одсек за шминку      | Мирко Мачкић   | шминкер           |
| Помоћник режије      | Неда Бучар     | помоћник редитеља |
| Помоћник режије      | Јелка Потокар  | помоћник редитеља |
| Помоћник режије      | Јанез Врховец  | помоћник редитеља |
| Одсек за звук        | Херман Кокове  | тон мајстор       |